# The Pleasure Principle (альбом Гэри Ньюмана)
The Pleasure Principle (с англ. — «Принцип удовольствия») — дебютный студийный альбом британского музыканта Гэри Ньюмана, выпущенный 7 сентября 1979 года на лейбле Beggars Banquet Records. В США выпуском альбома занимался лейбл Atco Records.
В поддержку альбома было выпущено два сингла: «Cars» и «Complex» в 21 августа и 16 ноября 1979 года соответственно. Первый сингл стал хитом по всему миру. В Соединённых штатах он занял 9 место в чарте Billboard Hot 100 и 1 место в канадском чарте RPM 100 Singles. В последнем чарте сингл оставался там две недели подряд.

## Предыстория и запись
После релиза Replicas Ньюман нанял постоянного барабанщика и клавишника и в апреле 1979 года продемонстрировал новый материал альбома. Это было до того, как вышел сингл «Are 'Friends' Electric?» с предыдущего альбома. Через несколько недель последовала вторая сессия, на которой прозвучали ещё четыре песни. На следующий день после того, как «Are 'Friends' Electric?» заняла первое место в чарте UK Singles Chart, Ньюман и его группа записали четыре новые песни в студии для Джона Пила, приписав их Гэри Ньюману и отказавшись от названия группы Tubeway Army. К тому времени, когда Replicas достигли первого места в чарте альбомов, The Pleasure Principle записывался в музыкальной студии Marcus Music AB в Лондоне.

## Композиция и стиль
Ньюман полностью отказался от электрогитары на альбоме. Это изменение, в сочетании с частым использованием синт-перкуссии, произвело самый чисто электронный и роботизированный звук в его карьере. В дополнение к синтезатору Minimoog, использованному на его предыдущем альбоме, Ньюман широко использовал клавишные Polymoog, особенно её отличительную предустановку «Vox Humana». Другие производственные трюки включали обильное количество отбортовки, фазирования и реверберации, а также необычный ход включения сольных партий альта и скрипки в аранжировки.
В лирическом плане альбом продолжил научно-фантастические темы предыдущего альбома. Хотя это и не тематический альбом, каким был Replicas , Ньюман описал песни как «скорее сборник мыслей, которые у меня были о том, как развиваются технологии и куда это нас приведёт».
Среди примечательных треков — «Airlane», вступительный инструментальный трек; «Metal», исполненный от лица андроида, мечтающего стать человеком; «M.E.», что означает «Mechanical Engineering» и рассказано от лица последней машины на Земле; электронная баллада «Complex», занявшая 6-е место в Великобритании; и «Cars», мировой хит в стиле синти-поп. «Cars» занял 9-е место в США и 1-е место в Канаде, что помогло The Pleasure Principle стать самым успешным альбомом Ньюмана в Северной Америке, но из-за отсутствия сильного коммерческого продолжения его сочли там «одноразовым хитом».
«Complex» с аранжировкой, включающей фортепиано, скрипку (на которой играл Билли Карри из Ultravox) и альт, был выбран в качестве второго сингла с альбома, выпущенного в ноябре 1979 года. Несмотря на коммерческий успех, достигнув 6-го места в британском чарте за девять недель, Ньюман позже пожалел, что выбрал его в качестве сингла, и что вместо него следовало выпустить «Metal».

## Художественное оформление
Название альбома было взято из сюрреалистической картины Рене Магритта «Принцип удовольствия». На картине с подзаголовком «Портрет Эдварда Джеймса» изображена сидящая фигура, руки которой опираются на деревянный стол, на котором лежит небольшой камень, а голову фигуры освещает шар света. Обложка альбома Ньюмана — это адаптация картины, на которой Ньюман сидит в той же позе, одетый в похожий костюм, но вместо натуральных материалов (дерева и камня) изображены блестящие и светящиеся искусственные объекты и футуристические фигуры. По словам Ньюмана, это был «явный намёк на технологии. Например, у Магритта на столе лежал камень, а у меня — светящаяся фиолетовая пирамида из плексигласа».

## Выпуск и продвижение
В поддержку альбома Ньюман со своей группой гастролировали по всему миру с огромным сценическим оборудованием, включавшим ряды неоновых огней и две пирамиды, которые перемещались по сцене с помощью радиоуправления. Концертное шоу было записано на альбом Living Ornaments '79 (1981 г.) и на видео The Touring Principle. На британском этапе тура в качестве группы поддержки выступали Orchestral Manoeuvres in the Dark (OMD). Расширенная версия альбома Living Ornaments '79 была выпущена на компакт-диске в 2005 году, а финальное выступление The Touring Principle было записано на компакт-диск Engineers (выпущенный эксклюзивно на официальном сайте Ньюмана) в 2008 году.
В ноябре и декабре 2009 года Ньюман провёл мини-тур из 16 концертов, посвящённый альбому, по Великобритании и Ирландии, как и в случае с предыдущими турами в поддержку альбомов Replicas (1979 г.) и Telekon (1980 г.), исполнив альбом целиком. Ньюман должен был выступить на фестивале Coachella в 2010 году в Индио, штат Калифорния, но был вынужден отменить выступление из-за извержения исландского вулкана, которое нарушило авиасообщение. Чтобы компенсировать это, в августе он отправился в ещё один мини-тур по США, состоящий из 16 концертов, и снова исполнил The Pleasure Principle целиком.

### Переиздание
Из бонус-треков, позже включённых в переиздания на компакт-дисках, «Random» и «Oceans» были инструментальными отрывками из сессий The Pleasure Principle, изначально выпущенными на виниле вместе с другими ранее не издававшимися треками в 1985 году, а «Asylum» был инструментальным би-сайдом винилового сингла «Cars». Лайв-версии "Me! «I Disconnect from You» и «Bombers», которые вышли на стороне «Б» сингла «Complex», были записаны во время гастролей и позже выпущены в оригинальном контексте на расширенном компакт-диске Living Ornaments '79 вместе с «Remember I Was Vapour» и «On Broadway». Последние два трека были впервые выпущены в качестве промо-сингла, прилагавшегося к ранним изданиям альбома Telekon в 1980 году. В кавер-версии «On Broadway» группы Ньюмана преобладает характерное соло на синтезаторе тогдашнего (и будущего) участника группы Ultravox Билли Карри.

## Коммерческий успех
The Pleasure Principle достиг пика на 1-м месте в UK Albums Chart.
«Cars» достигли 9-го места в США и 1-го места в Канаде, помогая сделать The Pleasure Principle самым сильным североамериканским шоу Ньюмана, но отсутствие сильного коммерческого продолжения привело к тому, что он был помечен как артист одного хита.

## Отзывы критиков
| Оценки критиков   | Оценки критиков |
| Источник          | Оценка          |
| ----------------- | --------------- |
| AllMusic          | [ 24 ]          |
| Classic Rock      | 9/10            |
| Mojo              | [ 26 ]          |
| Pitchfork Media   | 8.2/10          |
| Q                 | [ 28 ]          |
| Record Collector  | [ 29 ]          |
| Smash Hits        | 7/10            |
| Spin              | 8/10            |
| Uncut             | 9/10            |
| The Village Voice | B               |

Роберт Кристгау из The Village Voice описал The Pleasure Principle как «Metal Machine Music, в стиле easy-listening», продолжая: «На этот раз Ньюман поёт о роботах, инженерах и изоляции. Для такого слабого артиста эти вещи имеют решающее значение».
Рецензент Smash Hits Ред Старр нашёл альбом «неплохим, заметьте — более плавная, почти дискотечная версия Replicas — но слишком похожим на неё и не таким авантюрным».
Саймон Ладгейт из Record Mirror также обнаружил, что Ньюман повторил формулу из Replicas, и раскритиковал песни за то, что они были слишком холодными и отстранёнными: «Отстранённость и дистанция старательно вшиты в каждый трек <…> Поражённый голос андроида Ньюмана и его грохочущие синтезаторы проникают в ваш разум, оставляя вас оцепеневшими и забитыми».
В ретроспективном обзоре Грег Прато из AllMusic высказал мнение, что The Pleasure Principle отличался стабильным качеством своих песен и присутствием барабанщика Седрика Шарпли, который «добавляет совершенно новое измерение своей мощной перкуссионной работой». Прато писал в заключении: «Если бы вам нужно было владеть только одним альбомом Гэри Ньюмана, The Pleasure Principle был бы им».

### Влияние
«Metal» была перепета группой Nine Inch Nails и вошла в трек-лист ремикс-альбома Things Falling Apart (2000 г.), группой Thought Industry на альбоме Recruited to Do Good Deeds for the Devil (1998 г.) и Afrika Bambaataa на альбоме Dark Matter Moving at the Speed of Light (2004 г.).
«M.E.» была использована в качестве бэкинга в песне Basement Jaxx «Where’s Your Head At».

## Список композиций
Слова и музыка всех песен — Гэри Ньюман.
| №                   | Название            | Длительность |
| ------------------- | ------------------- | ------------ |
| 1.                  | «Airlane»           | 3:18         |
| 2.                  | «Metal»             | 3:32         |
| 3.                  | «Complex»           | 3:12         |
| 4.                  | «Films»             | 4:09         |
| 5.                  | «M.E.»              | 5:37         |
| 6.                  | «Tracks»            | 2:51         |
| 7.                  | «Observer»          | 2:53         |
| 8.                  | «Conversation»      | 7:36         |
| 9.                  | «Cars»              | 3:58         |
| 10.                 | «Engineers»         | 4:01         |
| Общая длительность: | Общая длительность: | 41:07        |

Слова и музыка всех песен — Гэри Ньюман, за исключением отмеченных.
| №                   | Название                                            | Автор(ы)                                              | Длительность |
| ------------------- | --------------------------------------------------- | ----------------------------------------------------- | ------------ |
| 11.                 | «Random»                                            |                                                       | 3:49         |
| 12.                 | «Oceans»                                            |                                                       | 3:03         |
| 13.                 | «Asylum»                                            |                                                       | 2:31         |
| 14.                 | «Me, I Disconnect from You (Live)»                  |                                                       | 3:06         |
| 15.                 | «Bombers ('79 Live Original Mix)»                   |                                                       | 5:47         |
| 16.                 | «Remeber I Was Vapour (Live)»                       |                                                       | 4:46         |
| 17.                 | «On Broadway (Live)» (кавер-версия на The Drifters) | Барри Манн, Синтия Вайль, Джерри Либер и Майк Столлер | 4:48         |
| Общая длительность: | Общая длительность:                                 | Общая длительность:                                   | 1:10:00      |

| №                   | Название                        | Длительность |
| ------------------- | ------------------------------- | ------------ |
| 11.                 | «Airlane (Demo Version)»        | 3:18         |
| 12.                 | «Metal (Demo Version)»          | 3:36         |
| 13.                 | «Complex (Demo Version)»        | 3:17         |
| 14.                 | «Films (Demo Version)»          | 2:42         |
| 15.                 | «M.E. (Demo Version)»           | 4:30         |
| 16.                 | «Tracks (Out-take Mix)»         | 2:51         |
| 17.                 | «Observer (Demo Version)»       | 3:03         |
| 18.                 | «Conversation (Demo Version 2)» | 6:49         |
| 19.                 | «Cars (Demo Version)»           | 3:14         |
| 20.                 | «Engineers (Demo Version)»      | 3:50         |
| 21.                 | «Random (Remastered 2009)»      | 3:48         |
| 22.                 | «Oceans (Remastered 2009)»      | 3:00         |
| 23.                 | «Asylum (Remastered 2009)»      | 3:30         |
| 24.                 | «Photograph (Remastered 2009)»  | 2:27         |
| 25.                 | «Gymnopédie No. 1 (Demo)»       | 2:26         |
| 26.                 | «Conversation (Demo Version 1)» | 3:56         |
| 27.                 | «M.E. (Out-take Mix)»           | 5:15         |
| Общая длительность: | Общая длительность:             | 1:41:00      |

## Участники записи
- Гэри Ньюман — вокал, синтезаторы (Minimoog, Polymoog), синт-перкуссия;
- Пол Гардинер — бас-гитара;
- Крис Пайн — клавишные, альт;
- Кедрик Шерпли — перкуссия, барабаны;
- Билли Карри — скрипка («Tracks» и «Conversation»);
- Гэри Робсон — бэк-вокал («Conversation»).

## Чарты
| Чарт (1979–1980 гг.)             | Позиция в чарте |
| -------------------------------- | --------------- |
| Австралия (Kent Music Report)    | 24              |
| Канада (RPM Top Albums/CDs)      | 11              |
| Япония (Oricon)                  | 64              |
| Новая Зеландия (RMNZ)            | 19              |
| Великобритания (UK Albums Chart) | 1               |
| США (Billboard 200)              | 16              |

| Чарт (2009 г.)                   | Позиция в чарте |
| -------------------------------- | --------------- |
| Великобритания (UK Albums Chart) | 98              |

| Чарт (2019 г.)                   | Позиция в чарте |
| -------------------------------- | --------------- |
| Великобритания (UK Albums Chart) | 36              |

| Чарт (1979 г.)       | Позиция в чарте |
| -------------------- | --------------- |
| Великобритания (OCC) | 34              |

| Чарт (1980 г.)                     | Позиция в чарте |
| ---------------------------------- | --------------- |
| Австралия (Kent Music Report)      | 97              |
| Канада Canada Top Albums/CDs (RPM) | 49              |
| США Billboard 200                  | 50              |

## Сертификации
| Регион                                                      | Сертификация | Продажи  |
| ----------------------------------------------------------- | ------------ | -------- |
| Австралия (ARIA)                                            | Золотой      | 20 000^  |
| Канада (Music Canada)                                       | Золотой      | 50 000^  |
| Великобритания (BPI)                                        | Золотой      | 100 000^ |
| ^ Данные о тиражах приведены только на основе сертификации. |              |          |